# Supremus

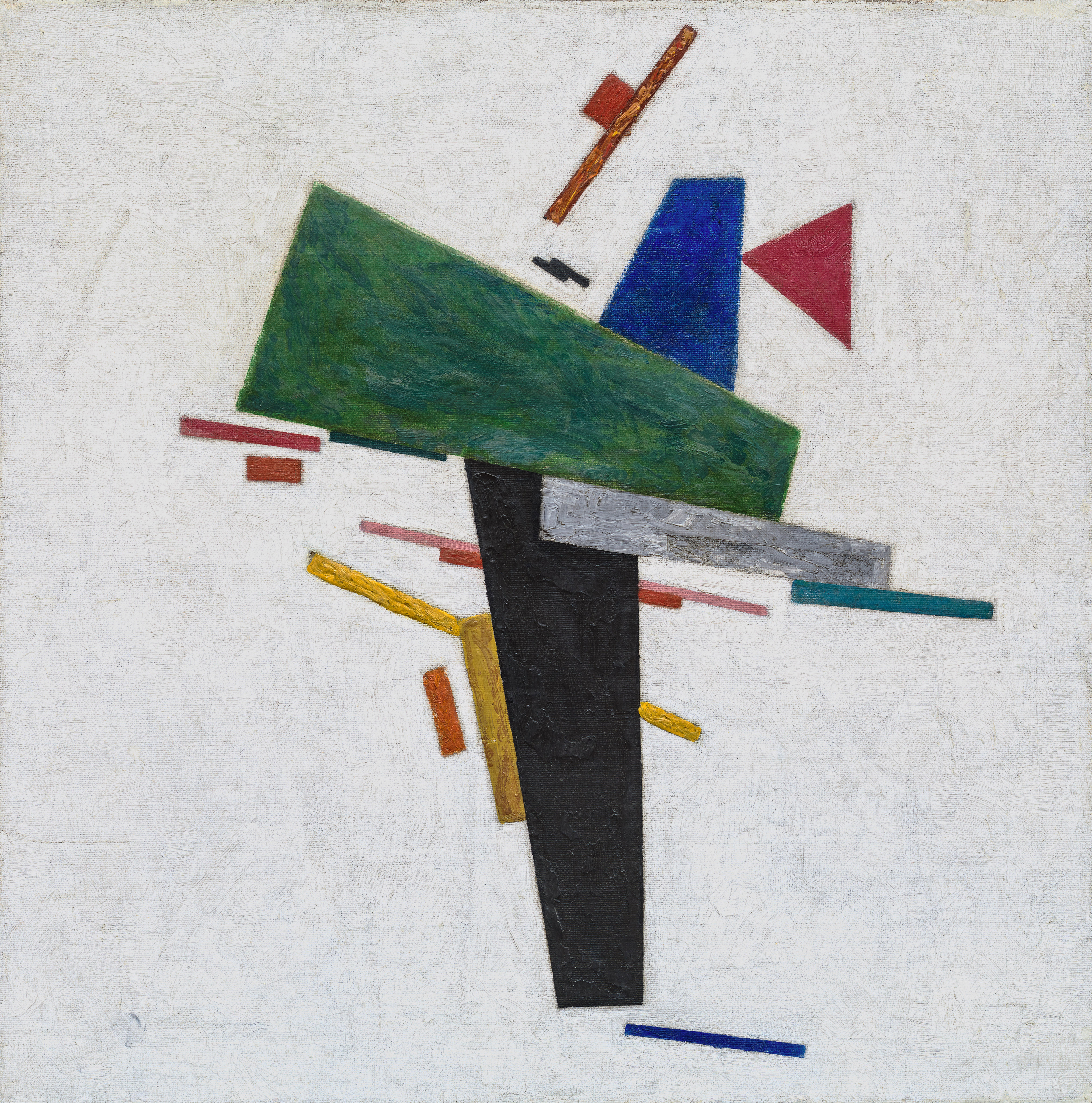
Sense títol de Kazimir Malèvitx

Supremus, rus: Супремус fou un grup d'artistes de l'avantguarda pre-soviètica (és a dir, russa i altres: ucraïnesa, belarussa, etc.), dirigit pel pare del suprematisme, Kazimir Malèvitx.

## Història
Fundat el 1915, va incloure notablement, a més de Kazimir Malèvitx, Alexandra Exter, Liubov Popova, Olga Rózanova, Ivan Kliun, Nadejda Udaltsova, Nina Guenke, Ksénia Boguslàvskaia i Ivan Puni. Es va dissoldre el 1916, un any després de la seva creació.
Malgrat el fet que l'existència del grup Supremus va ser de curta durada, va permetre la creació d'obres d'art que tindran un impacte, no solament a l'art rus modern, sinó també en el conjunt del món artístic.